# Björn Siegemund
Björn Siegemund (* 30. September 1973 in Berlin) ist ein deutscher Badmintonspieler. Er ist mit der dänischen Badmintonspielerin Rikke Olsen verheiratet.

## Karriere
In der Altersklasse U14 erntete er 1988 seine ersten Lorbeeren für seinen Heimatverein, den VfB Hermsdorf, als er Deutscher Meister im Herreneinzel, Herrendoppel und Mixed wurde. 1996 wurde er erstmals Meister bei den Erwachsenen im Mixed mit Kerstin Ubben. 
Björn Siegemund startete 2000 und 2004 bei Olympia. Beim ersten Versuch scheiterte er sowohl im Einzel als auch im Mixed in Runde eins. Dabei schied er im Mixed mit Karen Stechmann in einem Spiel über drei Sätze mit dem Ergebnis 15:10, 7:15 und 10:15 gegen die Chinesen Zhang Jun und Gao Ling aus, die später die Goldmedaille gewannen. 2004 kam er im Mixed bis ins Achtelfinale und wurde Neunter.

## Sportliche Erfolge
| Saison    | Veranstaltung                            | Disziplin    | Platz | Name |
| --------- | ---------------------------------------- | ------------ | ----- | --- |
| 1987/1988 | Deutsche Einzelmeisterschaft U14         | Mixed        | 1     | Björn Siegemund / Nicole Hampel (VfB Hermsdorf / BC Comet Braunschweig) |
| 1987/1988 | Deutsche Einzelmeisterschaft U14         | Herreneinzel | 1     | Björn Siegemund (VfB Hermsdorf) |
| 1987/1988 | Deutsche Einzelmeisterschaft U14         | Herrendoppel | 1     | Guido Darius / Björn Siegemund (STC Blau-Weiß Solingen / VfB Hermsdorf) |
| 1989/1990 | Deutsche Einzelmeisterschaft U16         | Herreneinzel | 1     | Björn Siegemund (VfB Hermsdorf) |
| 1989/1990 | Deutsche Einzelmeisterschaft U16         | Mixed        | 2     | Björn Siegemund (VfB Hermsdorf) / Nicole Hampel (BC Comet Braunweig) |
| 1989/1990 | Deutsche Einzelmeisterschaft U16         | Herrendoppel | 1     | Björn Siegemund / Christian Tupay (VfB Hermsdorf / 1. BV Mülheim) |
| 1991/1992 | Deutsche Einzelmeisterschaft U18         | Herreneinzel | 1     | Björn Siegemund (BC Eintracht Südring Berlin) |
| 1991/1992 | Deutsche Einzelmeisterschaft U18         | Herrendoppel | 1     | Christian Tupay / Björn Siegemund (1. BV Mülheim / VfB Hermsdorf) |
| 1992      | Hungarian International                  | Herrendoppel | 1     | Björn Siegemund / Kai Mitteldorf |
| 1993/1994 | Deutsche Einzelmeisterschaft             | Herrendoppel | 3     | Thomas Berger / Björn Siegemund (SSV Heiligenwald / TTC Brauweiler) |
| 1993/1994 | Deutsche Einzelmeisterschaft U22         | Herreneinzel | 1     | Björn Siegemund (SV Fortuna Regensburg) |
| 1993/1994 | Deutsche Einzelmeisterschaft             | Herreneinzel | 3     | Björn Siegemund (Fortuna Regensburg) |
| 1994/1995 | Deutsche Einzelmeisterschaft U22         | Herreneinzel | 2     | Oliver Pongratz (FC Langenfeld) |
| 1994/1995 | Deutsche Einzelmeisterschaft U22         | Mixed        | 1     | Björn Siegemund / Nicole Pitro (SV Fortuna Regensburg / FC Langenfeld) |
| 1995      | Austrian International                   | Mixed        | 1     | Björn Siegemund / Katrin Schmidt (BER) |
| 1995/1996 | Deutsche Einzelmeisterschaft             | Mixed        | 3     | Björn Siegemund / Kerstin Ubben (OSC Düsseldorf) |
| 1995/1996 | Deutsche Einzelmeisterschaft U22         | Herrendoppel | 1     | Marc Hannes / Björn Siegemund (Bottroper BG / SV Fortuna Regensburg) |
| 1995/1996 | Deutsche Einzelmeisterschaft             | Herrendoppel | 2     | Stephan Kuhl / Björn Siegemund (OSC Düsseldorf / Fortuna Regensburg) |
| 1995/1996 | Deutsche Einzelmeisterschaft U22         | Mixed        | 1     | Björn Siegemund / Nicole Pitro (SV Fortuna Regensburg / TuS Wiebelskirchen) |
| 1996/1997 | Deutsche Einzelmeisterschaft             | Mixed        | 1     | Björn Siegemund / Katrin Schmidt (SV Fortuna Regensburg / TuS Wiebelskirchen) |
| 1996/1997 | Deutsche Einzelmeisterschaft             | Herrendoppel | 1     | Michael Helber / Björn Siegemund (SV Fortuna Regensburg) |
| 1997/1998 | Deutsche Einzelmeisterschaft             | Herrendoppel | 1     | Michael Helber / Björn Siegemund (SV Fortuna Regensburg) |
| 1997/1998 | Deutsche Einzelmeisterschaft             | Mixed        | 2     | Björn Siegemund / Karen Stechmann (Fortuna Regensburg / FC Langenfeld) |
| 1998/1999 | Deutsche Einzelmeisterschaft             | Mixed        | 1     | Björn Siegemund / Karen Stechmann (SV Fortuna Regensburg / FC Langenfeld) |
| 1998/1999 | Deutsche Einzelmeisterschaft             | Herrendoppel | 1     | Michael Helber / Björn Siegemund (SV Fortuna Regensburg) |
| 1999      | Portugal: Internationale Meisterschaften | Mixed        | 1     | Bjoern Siegemund / Karen Stechmann (GER) |
| 1999/2000 | Deutsche Einzelmeisterschaft             | Herrendoppel | 2     | Björn Siegemund / Michael Helber (Fortuna Regensburg) |
| 1999/2000 | Deutsche Einzelmeisterschaft             | Mixed        | 2     | Björn Siegemund / Karen Stechmann (Fortuna Regensburg / FC Langenfeld) |
| 2000/2001 | Deutsche Einzelmeisterschaft             | Mixed        | 1     | Björn Siegemund / Nicol Pitro (VfB Friedrichshafen) |
| 2000/2001 | Deutsche Mannschaftsmeisterschaft        | Mannschaft   | 2     | VfB Friedrichshafen (Niels-Christian Kaldau, Xu Huaiwen, Lars Paaske, Nicol Pitro, Björn Siegemund, Claudia Vogelgsang, Ingo Kindervater, Bettina Mayer, Dennis Lens, Michael Fuchs, Peter Weinert, Falko Schmidt)    |
| 2001      | Portugal: Internationale Meisterschaften | Mixed        | 1     | Björn Siegemund / Nicol Pitro (GER) |
| 2001/2002 | Deutsche Einzelmeisterschaft             | Mixed        | 1     | Björn Siegemund / Nicol Pitro (VfB Friedrichshafen) |
| 2001/2002 | Deutsche Mannschaftsmeisterschaft        | Mannschaft   | 1     | VfB Friedrichshafen (Henrik Bengtsson, Tomas Johansson, Ingo Kindervater, Lars Paaske, Michael Pongratz, Björn Siegemund, Peter Weinert, Rasmus Wengberg, Xu Huaiwen, Bettina Mayer, Nicol Pitro, Claudia Vogelgsang) |
| 2001/2002 | Deutsche Einzelmeisterschaft             | Herrendoppel | 2     | Björn Siegemund / Joachim Tesche (VfB Friedrichshafen / FC Langenfeld) |
| 2002/2003 | Deutsche Einzelmeisterschaft             | Herrendoppel | 1     | Björn Siegemund / Ingo Kindervater (VfB Friedrichshafen) |
| 2002/2003 | Carebaco-Meisterschaft                   | Herrendoppel | 1     | Björn Siegemund / Ingo Kindervater (VfB Friedrichshafen) |
| 2002/2003 | Deutsche Mannschaftsmeisterschaft        | Mannschaft   | 3     | VfB Friedrichshafen (Niels-Christian Kaldau, Lars Paaske, Björn Siegemund, Ingo Kindervater, Dennis Lens, Michael Fuchs, Peter Weinert, Falko Schmidt, Xu Huaiwen, Nicol Pitro, Claudia Vogelgsang, Bettina Mayer)    |
| 2003/2004 | Deutsche Einzelmeisterschaft             | Mixed        | 1     | Björn Siegemund / Nicol Pitro (VfB Friedrichshafen) |
| 2003/2004 | Deutsche Einzelmeisterschaft             | Herrendoppel | 1     | Björn Siegemund / Ingo Kindervater (VfB Friedrichshafen / TuS Wiebelskirchen) |